# Нептун (мифология)
Непту́н (лат. Neptunus) — в древнеримской мифологии бог морей и потоков. Один из древнейших римских богов. Позднее был отождествлён с греческим богом моря Посейдоном. Сын Сатурна и Опы. Брат Юпитера, Плутона, Цереры, Юноны и Весты. Женой Нептуна считалась богиня Салация (Фетида, Амфитрита).
С Нептуном связан праздник нептуналий, который отмечался 23 июля. Праздник справлялся с целью предотвращения засухи. Во время этого праздника строились хижины из листьев.
Морской Нептун почитался людьми, связанными с морем или отправлявшимися в морское путешествие.
В честь бога Нептуна названа восьмая и самая дальняя планета Солнечной системы Нептун.
Первоначально у римлян поклонение ему было малым, т. к. они мало имели дело с морем. Когда впоследствии на него были перенесены греческие представления с Посейдона, то особенно выдавалось с него отношение к коню и к конскому ристанию, — отмечается в словаре Любкера.

## Этимология
Общепринятой этимологии имени «Нептун» не существует. Пауль Кречмер возводил его к праиндоевропейской основе *neptu- «быть влажным, мокрым». Жорж Дюмезиль возражал на это предположение тем, что эта основа рано вышла из общего употребления и сохранилась только в ведийском санскрите и авестийском языке. Дюмезиль связывал Нептуна с авестийским Апам Напатом и ирландским Нехтаном, интерпретируя этот древний теоним как «сын сестры, племянник». Такое значение связывается со спецификой сюжета индоевропейского мифа о персонаже с именем *nep(o)t Г. Петерманн связывает имя Нептуна с общеиндоевропейской основой *nebh- «туча, туман, сырость, мгла», к которой восходит в том числе и русское слово небо.

## Галерея
- Посейдон-Нептун и Амфитрита-Салация, фреска из Помпей, Италия, 50-79 год
- Посейдон-Нептун и Амимона, фреска из Стабии, Италия, I век
- Мозаика Нептуна (Региональный археологический музей Антонио Салинаса, Палермо)
- Триумф Нептуна на колеснице, запряжённой двумя морскими коньками, III век, Археологический музей Суса
- Триумф Нептуна и Венеры. Утика, Тунис, III век
- Триумф Нептуна и Амфитриты. Мозаика из Цирта, Алжир, IV век. Ныне в Лувре

## В геральдике
Нептун изображён на гербе города Великий Устюг, трезубец Нептуна — в историческом гербе Феодосии (1811 года).